# بیانسه
بیانسه جیزل نولز-کارتر (انگلیسی: Beyoncé Giselle Knowles-Carter؛ زادهٔ ۴ سپتامبر ۱۹۸۱) خواننده، ترانه‌نویس، بازیگر و خوداشتغال آمریکایی است. بیانسه به‌دلیل توانایی‌ها در آوازخوانی و اجراهای زنده‌اش مشهور است و به‌طور گسترده یکی از چهره‌های فرهنگیِ برجستهٔ قرن بیست و یکم به‌شمار می‌رود. در طول سه دهه فعالیت هنری که با نوآوری‌های مداوم در موسیقی همراه بوده، او استانداردهای جدیدی برای سبک هنری و اجرا در موسیقی عامه‌پسند تعریف کرده است. بیانسه اغلب یکی از بزرگ‌ترین هنرمندان سرگرمی‌ساز و تأثیرگذارترین چهره‌های موسیقی در تمام دوران‌ها دانسته می‌شود.
بیانسه در سال ۱۹۹۷ به‌عنوان خوانندهٔ اصلی گروه دستینیز چایلد به شهرت رسید؛ گروهی که به‌عنوان یکی از پرفروش‌ترین گروه‌های دخترانهٔ تاریخ شناخته می‌شود. نخستین آلبوم انفرادی او به‌طرز خطرناکی عاشق (۲۰۰۳) یکی از پرفروش‌ترین آلبوم‌های قرن بیست‌ و یکم شد. پس از انحلال گروه در سال ۲۰۰۵، بیانسه آلبوم زادروز (۲۰۰۶) با فضایی فانک را منتشر کرد و در فیلم درام دختران رؤیایی (۲۰۰۶) نقش یک ستاره پاپ مرموز را ایفا کرد. ازدواج او با رپر جی-زی و ایفای نقش اتا جیمز در فیلم زندگی‌نامه‌ای کادیلاک رکوردز (۲۰۰۸)، الهام‌بخش آلبوم من… ساشا فیرس هستم (۲۰۰۸) شد؛ آلبومی که در آن سبک‌های پاپ و الکتروپاپ را کاوش کرد. این آثار شامل تک‌آهنگ‌هایی بودند که همگی به رتبه یک جدول بیلبورد هات ۱۰۰ آمریکا رسیدند: «مجنون عشق»، «پسربچه»، «چکش کن»، «بی‌جایگزین» و «خانم‌های مجرد (یک حلقه رویش بگذار)».
بیانسه پس از تأسیس شرکت مدیریت هنری پارکوود انترتینمنت، در آلبوم ۴ (۲۰۱۱) به سبک سنتی آراَندبی بازگشت. آلبوم هم‌نامش (۲۰۱۳) با الهام از موسیقی الکترونیک، موجب تعیین روز جمعه به‌عنوان روز جهانی انتشار موسیقی شد. آلبوم متنوع لیموناد (۲۰۱۶) که سبک‌هایی همچون راک، کانتری و بلوز را در بر می‌گرفت، پرفروش‌ترین آلبوم سال ۲۰۱۶ در جهان شد. پروژه سه‌گانهٔ جاری او — که شامل آلبوم رنسانس (۲۰۲۲) با الهام از موسیقی کوییر و آلبوم کابوی کارتر (۲۰۲۴) با مضمون آمریکانا می‌شود — نقش پیشگامان سیاه‌پوست در تاریخ موسیقی و فرهنگ آمریکا را برجسته کرده است. این آلبوم‌ها به ترتیب شامل تک‌آهنگ‌های شماره‌یک آمریکا «روحم را بشکن» و «تگزاس هو ام» هستند. بیانسه همچنین صداپیشه نقش نالا در انیمیشن شیرشاه (۲۰۱۹) و موفاسا: شیرشاه (۲۰۲۴) بوده است.
بیانسه با فروش تخمینی بیش از ۲۰۰ میلیون نسخه از آثارش، یکی از پرفروش‌ترین هنرمندان موسیقی در تاریخ به‌شمار می‌رود. او بیشترین گواهی‌نامه انجمن صنعت ضبط آمریکا را در میان زنان هنرمند دارد و تنها زنی است که هر هشت آلبوم استودیویی او مستقیماً به صدر جدول بیلبورد ۲۰۰ رسیده‌اند. او از پرافتخارترین هنرمندان موسیقی پاپ است. جوایز او شامل ۳۵ جایزه گرمی (بیش از هر فرد دیگری در تاریخ)، یک جایزه پیبادی، و رکوردهایی در سایر مراسم‌ها از جمله ۳۲ جایزه بت، ۳۰ جایزه جایزه موسیقی ویدئوی ام‌تی‌وی، ۳۲ جایزه ایمیج و ۲۵ جایزه سول‌ترین می‌شود. بیانسه نخستین زنی است که تور کنسرت سراسری تماماً استادیومی برگزار کرده است و از جمله پرفروش‌ترین هنرمندان اجرای زنده در تاریخ به‌شمار می‌رود.

## زندگی و حرفه

### اوایل زندگی
بیانسه جیزل نولز در ۴ سپتامبر ۱۹۸۱ در هیوستون، تگزاس به دنیا آمد. مادرش، تینا نولز (با زادنام بیانسه)، آرایشگر و صاحب سالن زیبایی بود، در حالی که پدرش، متیو نولز، مدیر فروش در شرکت زیراکس بود. متیو آفریقایی-آمریکایی است، در حالی که تینا از قوم کریول لوئیزیانا است و اجداد آفریقایی، فرانسوی، ایرلندی، بریتون و بومی آمریکایی دارد. والدین تینا به زبان فرانسه صحبت می‌کردند و ریشه در نووا آیبیریا داشتند. خواهر کوچکتر بیانسه، سولانج، نیز خواننده و بازیگر است. هر دو خواهر از نوادگان ژوزف بروسار، افسر شبه‌نظامی آکادین که پس از اخراج آکادین‌ها به لوئیزیانای فرانسه تبعید شد، و ژان-ونسان دآبادی، بارون دو سن-کاستن، افسر نظامی فرانسوی و رئیس قبیله آبناکی هستند. آنها همچنین از طریق استان انو نیاکان بلژیکی‌ دارند و با شهردار سابق فروآدشپل در بلژیک نسبت دارند.
بیانسه در چندین سنت مذهبی پرورش یافت و در کلیسای متدیست یونایتد سنت جان و کلیسای کاتولیک سنت مری در هیوستون حضور داشت. او تحصیلات ابتدایی خود را در مدرسه مونته‌سوری کاتولیک سنت مری در هیوستون آغاز کرد، جایی که در کلاس‌های رقص نیز شرکت کرد. استعداد آواز او زمانی کشف شد که مربی رقصش، دارلت جانسون، شروع به زمزمه آهنگی کرد و بیانسه آن ترانه را کامل کرد و توانایی خود در رسیدن به نت‌های بالا را نشان داد. اشتیاق او به موسیقی و اجرا پس از برنده شدن در یک نمایش استعدادهای درخشان مدرسه‌ای در هفت سالگی با اجرای آهنگ «تصور کن» از جان لنون، که در آن رقبای ۱۵ و ۱۶ ساله را شکست داد، عمیق‌تر شد. در سال ۱۹۹۰، بیانسه نه‌ساله در مدرسه ابتدایی پارکر، یک مدرسه موسیقی‌محور در هیوستون، ثبت‌نام کرد و با گروه کر مدرسه اجرا داشت. او بعدها به دبیرستان هنرهای نمایشی و تجسمی کیندر و سپس دبیرستان آلیف السیک رفت. بیانسه همچنین عضو گروه کر کلیسای متدیست یونایتد سنت جان بود، جایی که اولین اجرای تک‌خوانی خود را انجام داد و به مدت دو سال به عنوان تک‌خوان فعالیت کرد.

### ۱۹۹۰–۲۰۰۱: آغاز حرفه و دستینیز چایلد
در سال ۱۹۹۰، بیانسه در جریان آزمونی برای یک گروه سرگرمی تمام‌دخترانه با لاتاویا رابرتسون آشنا شد. آنها به همراه سه دختر دیگر در گروهی به نام «گرلز تایم» قرار گرفتند که اجراهای رپ و رقص را در مدار نمایش‌های استعدادیابی هیوستون انجام می‌داد. تهیه‌کننده سبک آراندبی، آرنه فراگر، متوجه آنها شد و گروه را به برنامه استار سرچ، بزرگ‌ترین نمایش استعدادیابی تلویزیونی آن زمان، برد. پس از شکست در این برنامه، بیانسه دلیل ناکامی را انتخاب نامناسب آهنگ دانست. در سال ۱۹۹۵، متیو نولز شغل خود را رها کرد تا مدیریت گروه را بر عهده بگیرد، که این تصمیم درآمد خانواده را به نصف کاهش داد و آنها را مجبور به زندگی در آپارتمان‌های جداگانه کرد. او تعداد اعضای گروه را به چهار نفر کاهش داد و گروه کار خود را به‌عنوان اجراکننده افتتاحیه کنسرت‌های گروه‌های سبک آراندبی مطرح ادامه داد. پس از امضای قرارداد کوتاه‌مدت با الکترا رکوردز و سپس فسخ آن، تنش‌ها باعث جدایی شش‌ماهه والدین بیانسه شد. پس از آشتی خانواده نولز، گروه با کمک استعدادشناس ترزا لاباربرا وایتس قراردادی با کلمبیا رکوردز امضا کرد.

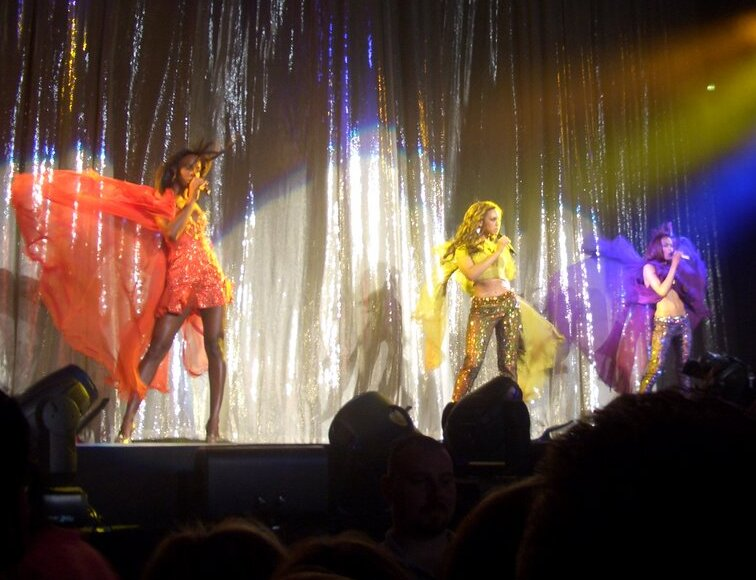
بیانسه (وسط) هنگام اجرا با دستینیز چایلد در ۲۰۰۵

گروه در سال ۱۹۹۷ نام دستینیز چایلد را بر اساس بخشی از کتاب اشعیا انتخاب کرد. در همان سال، آنها اولین آهنگ خود به نام «کیلینگ تایم» را تحت یک لیبل بزرگ را منتشر کردند که در موسیقی متن فیلم مردان سیاه‌پوش قرار گرفت. در نوامبر همان سال، اولین تک‌آهنگ و موفقیت بزرگ آن‌ها، «نو، نو، نو»، منتشر شد و پس از آن اولین آلبوم هم‌نامشان در سال ۱۹۹۸ عرضه شد که جایگاه گروه را به‌عنوان یک گروه معتبر در صنعت موسیقی تثبیت کرد. در سال ۱۹۹۹، دومین آلبوم استودیویی آنها با عنوان نوشته‌های روی دیوار منتشر شد که به موفقیت تجاری دست یافت. این آلبوم شامل چندین تک‌آهنگ موفق از جمله «قبض، قبض، قبض» —اولین ترانه شماره یک آنها در جدول بیلبورد هات ۱۰۰ آمریکا—، «جامپین، جامپین» و «اسمم رو بگو» بود. ترانه آخر نیز به رتبه اول رسید و یکی از امضاهای موسیقایی گروه محسوب می‌شود. «اسمم رو بگو» در مراسم گرمی ۲۰۰۱ در بخش‌های «بهترین اجرای آران‌بی توسط یک دو یا گروه با وکال» و «بهترین آهنگ آراندبی» دو جایزه کسب کرد. نوشته‌های روی دیوار به یکی از پرفروش‌ترین آلبوم‌های آراندبی تمام دوران تبدیل شد.
اعضای باقی‌مانده دستینیز چایلد—بیانسه، کلی رولند و میشل ویلیامز—در سال ۲۰۰۰ آهنگ «زنان مستقل، بخش اول» را ضبط کردند که در موسیقی متن فیلم فرشتگان چارلی (۲۰۰۰) قرار گرفت. این ترانه به موفق‌ترین تک‌آهنگ گروه تبدیل شد و به مدت یازده هفته متوالی در صدر جدول آمریکا قرار گرفت. در اوایل سال ۲۰۰۱، در حالی که دستینیز چایلد در حال تکمیل سومین آلبوم خود بود، بیانسه نقشی اصلی فیلم تلویزیونی ام‌تی‌وی به نام کارمن: یک هیپ هاپرا را در کنار بازیگر آمریکایی مکای فایفر بازی کرد. این فیلم که در فیلادلفیا ساخته شد، تفسیری مدرن از اپرای قرن نوزدهمی کارمن اثر ژرژ بیزه، آهنگساز فرانسوی، بود. در می ۲۰۰۱، سومین آلبوم دستینیز چایلد با عنوان بازمانده منتشر شد و با فروش ۶۶۳٬۰۰۰ نسخه در هفته اول، در صدر جدول بیلبورد ۲۰۰ قرار گرفت. در همان زمان، اعضای سابق گروه، لتویا لوکت و رابرتسون، شکایتی مطرح کردند و ادعا کردند که بخشی از محتوای آلبوم به آنها اشاره دارد. این آلبوم شامل آهنگ‌های «بوتیلیشس» و آهنگ هم‌نام آلبوم یعنی «بازمانده» بود که به ترتیب در رتبه‌های اول و دوم جدول فروش ایالات متحده قرار گرفتند. آهنگ «بازمانده» جایزه گرمی بهترین اجرای آراندبی توسط یک دو یا گروه با وکال را برای گروه به ارمغان آورد. پس از انتشار آلبوم تعطیلاتشان، ۸ روز کریسمس (۲۰۰۱)، دستینیز چایلد اعلام کرد که برای تمرکز اعضای گروه بر فعالیت‌های انفرادی، موقتاً فعالیت خود را متوقف می‌کند.

### ۲۰۰۲–۲۰۰۷:به‌طرز خطرناکی عاشقوزادروز

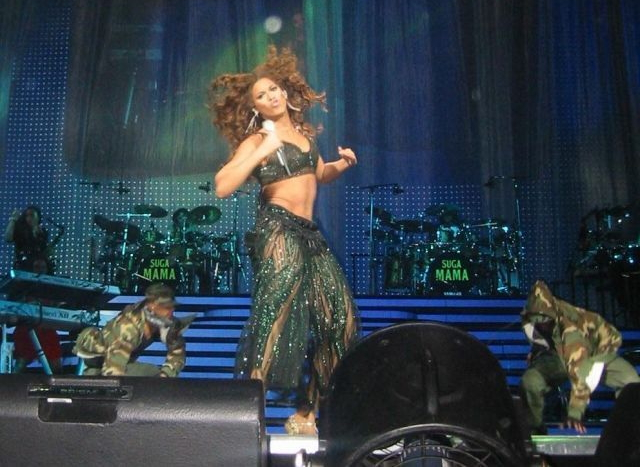
بیانسه در حال اجرای «پسربچه» که به مدت نه هفته متوالی در صدر جدول بیلبورد هات ۱۰۰ قرار داشت.

در ژوئیه ۲۰۰۲، بیانسه با ایفای نقش فاکسی کلئوپاترا در کنار مایک مایرز در فیلم کمدی آستین پاورز: در عضو طلایی اولین حضور سینمایی خود را تجربه کرد. این فیلم در هفته اول اکران در صدر گیشه آمریکا قرار گرفت و ۷۳ میلیون دلار فروش داشت. بیانسه برای همراهی با این فیلم، تک‌آهنگ «Work It Out» را به‌عنوان آهنگ اصلی موسیقی متن آن منتشر کرد. اولین موفقیت او به‌عنوان خواننده سولو، همکاری در ترانه «۰۳ بانی اند کلاید» از جی-زی بود که در رتبه چهارم جدول هات ۱۰۰ قرار گرفت. بیانسه در موزیک ویدیوی این ترانه در نقش معشوقه جی-زی ظاهر شد که شایعات دربارهٔ رابطه عاشقانه آن‌ها را برانگیخت. او بعدها گفت که رابطه‌شان از ۱۹ سالگی‌اش، پس از یک سال و نیم دوستی، آغاز شده بود.
در ۱۴ ژوئن ۲۰۰۳، بیانسه در اولین کنسرت انفرادی خود که به‌صورت ویژه از تلویزیون پخش شد، آهنگ‌هایی از آلبوم سولوی اولش، به‌طرز خطرناکی عاشق، را اجرا کرد. این آلبوم در ۲۴ ژوئن ۲۰۰۳ منتشر شد و با فروش ۳۱۷ هزار نسخه در هفته اول، در صدر جدول بیلبورد ۲۰۰ قرار گرفت. تک‌آهنگ اصلی آلبوم، «مجنون عشق» با همکاری جی-زی، اولین نامبروان انفرادی بیانسه در آمریکا شد. تک‌آهنگ «پسربچه» هم به صدر جدول رسید، و «من، خودم و من» و «دختر شیطان» نیز در رتبه‌های برتر جدول قرار گرفتند. این آلبوم برای بیانسه پنج جایزه گرمی در چهل و ششمین دوره این مراسم به ارمغان آورد، از جمله بهترین آلبوم معاصر آراندبی و بهترین آهنگ آراندبی برای «مجنون عشق». او همچنین در فیلم کمدی موزیکال وسوسه‌های مبارزه در کنار کوبا گودینگ جونیور نقش مادری مجرد را بازی کرد که نقدهای متفاوتی دریافت کرد و در گیشه عملکرد ضعیفی داشت. بیانسه چند آهنگ برای موسیقی متن این فیلم اجرا کرد.
در نوامبر ۲۰۰۳، بیانسه تور به‌طرز خطرناکی عاشق را در اروپا آغاز کرد و سپس به تور «Verizon Ladies First» در کنار میسی الیوت و آلیشا کیز در آمریکای شمالی پیوست. در فوریه ۲۰۰۴، او سرود ملی آمریکا را در سوپربول در هیوستون اجرا کرد. بیانسه قصد داشت دنباله‌ای برای آلبوم به‌طرز خطرناکی عاشق تولید کند، اما این پروژه به تعویق افتاد تا او روی آخرین آلبوم گروه دستینیز چایلد، Destiny Fulfilled، تمرکز کند. این آلبوم در نوامبر ۲۰۰۴ منتشر شد و در رتبه دوم بیلبورد ۲۰۰ قرار گرفت. تک‌آهنگ‌های «Lose My Breath» و «Soldier» از این آلبوم در میان پنج آهنگ برتر آمریکا جای گرفتند. دستینیز چایلد تور جهانی «Destiny Fulfilled... and Lovin' It» را برگزار کرد که شامل اجرای بزرگ‌ترین موفقیت‌های گروه و آهنگ‌های انفرادی اعضا بود. در ژوئن ۲۰۰۵، در آخرین کنسرت تور اروپایی در بارسلونا، کلی رولند اعلام کرد که گروه پس از بخش آمریکای شمالی تور منحل خواهد شد. گروه در اکتبر همان سال آلبوم مجموعه‌ای #1's را منتشر کرد و در مارس ۲۰۰۶ ستاره‌ای در پیاده‌روی مشاهیر هالیوود دریافت کرد.

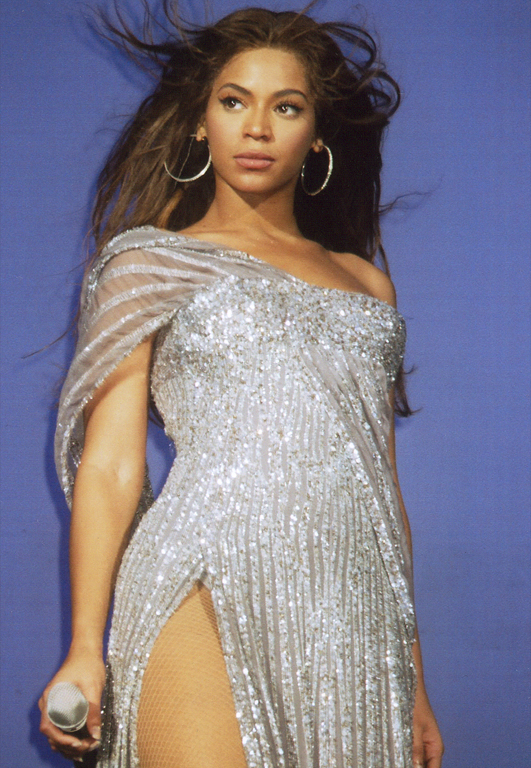
بیانسه در حال اجرا در تور «The Beyoncé Experience» در سال ۲۰۰۷

آلبوم دوم انفرادی او، زادروز، در ۴ سپتامبر ۲۰۰۶، همزمان با بیست و پنجمین سالگرد تولدش منتشر شد و با فروش ۵۴۱ هزار نسخه در هفته اول، دومین آلبوم شماره یک پیاپی او در بیلبورد ۲۰۰ شد. تک‌آهنگ اصلی «دژاوو» با همکاری جی-زی در رتبه چهارم هات ۱۰۰ قرار گرفت و تک‌آهنگ بین‌المللی «بی‌جایگزین» در چندین کشور، از جمله آمریکا، صدرنشین شد. آلبوم زادروز تک‌آهنگ‌های دیگری مانند «هشدار را بزن»، «بیا تنگاتنگ با من برقص» و «چراغ سبز» را نیز شامل می‌شد. این آلبوم در مراسم گرمی ۲۰۰۷ پنج نامزدی دریافت کرد، از جمله بهترین آلبوم معاصر آراندبی. در سال ۲۰۰۸، «بی‌جایگزین» نامزد جایزه بهترین ضبط سال شد.
اولین نقش سینمایی بیانسه در سال ۲۰۰۶ در فیلم کمدی پلنگ صورتی در کنار استیو مارتین بود که با فروش جهانی ۱۵۸ میلیون دلار موفقیت تجاری کسب کرد. فیلم دوم او در همان سال، دختران رؤیایی، اقتباسی سینمایی از موزیکال برادوی ۱۹۸۱، با تحسین منتقدان روبرو شد و ۱۵۴ میلیون دلار در جهان فروش داشت. بیانسه در این فیلم نقش خواننده‌ای الهام‌گرفته از دایانا راس را در کنار جنیفر هادسن، جیمی فاکس و ادی مورفی بازی کرد. در آوریل ۲۰۰۷، او تور جهانی «The Beyoncé Experience» را آغاز کرد که شامل ۹۷ اجرا و درآمدی بیش از ۲۴ میلیون دلار بود. همزمان، نسخه بازنشر زادروز با پنج آهنگ جدید، از جمله دوئت با شکیرا به نام «دروغگوی زیبا»، منتشر شد. در دسامبر ۲۰۰۷، بیانسه و جی-زی نامزد شدند.

### ۲۰۰۸–۲۰۱۰:من… ساشا فیرس هستمو ازدواج

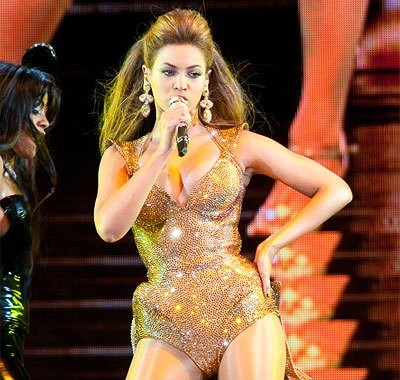
بیانسه هنگام اجرا طی تور من هستم… در ۲۰۰۹

در ۴ آوریل ۲۰۰۸، بیانسه و جی-زی در مراسمی خصوصی با حضور تنها چهل مهمان ازدواج کردند. تحت تأثیر این ازدواج، بیانسه در نوامبر ۲۰۰۸ آلبوم من… ساشا فیرس هستم را منتشر کرد و شخصیت خود دیگر خود، ساشا فیرس، را به‌صورت رسمی معرفی نمود. این آلبوم دو دیسکی شامل دو بخش بود: من هستم… با آهنگ‌های پاپ و بالادهای آراندبی آرام با تندای متوسط، و ساشا فیرس با ضرب‌آهنگ‌های تندتر و ترکیبی از الکتروپاپ و یوروپاپ. آلبوم با فروش ۴۸۲ هزار نسخه در هفته اول، در صدر جدول بیلبورد ۲۰۰ قرار گرفت و سومین آلبوم شماره یک پیاپی بیانسه در آمریکا شد.
من… ساشا فیرس هستم شامل تک‌آهنگ شماره یک بریتانیا، «اگر پسر بودم»، و پنجمین تک‌آهنگ شماره یک آمریکا، «خانم‌های مجرد (یک حلقه رویش بگذار)» بود. آهنگ «هاله» طولانی‌ترین حضور را در جدول هات ۱۰۰ برای او داشت و به بیانسه کمک کرد تا در دهه ۲۰۰۰ بیش از هر زن دیگری تک‌آهنگ‌های برتر جدول را داشته باشد. موزیک ویدیوی «خانم‌های مجرد» در سراسر جهان مورد تقلید و بازسازی قرار گرفت و به گفته تورنتو استار، «اولین موج رقص بزرگ» در عصر اطلاعات را به وجود آورد. این ویدیو در جوایز ویدئو موسیقی ام‌تی‌وی ۲۰۰۹ سال ۲۰۰۹ سه جایزه، از جمله ویدئو سال، را برد. در مارس ۲۰۰۹، بیانسه تور جهانی من هستم… را آغاز کرد که شامل ۱۰۸ اجرا بود و درآمدی ۱۱۹٫۵ میلیون دلاری داشت.
بیانسه در سال ۲۰۰۸ نقش خواننده بلوز، اتا جیمز، را در فیلم بیوگرافی موزیکال «کادیلاک رکوردز» بازی کرد که عملکردش تحسین برخی منتقدان را برانگیخت و نامزدی جایزه NAACP برای بهترین بازیگر مکمل زن را برایش به ارمغان آورد. در سال ۲۰۰۹، او در فیلم تریلر روان‌شناختی «Obsessed» در کنار علی لارتر و ادریس البا نقش شارون چارلز، مادری که خانواده‌اش توسط تعقیب‌کننده همسرش تهدید می‌شود، ایفا کرد. این فیلم با وجود نقدهای منفی و توصیف «فوراً قابل پیش‌بینی و فراموش‌شدنی» توسط راتن تومیتوز، با بودجه ۲۰ میلیون دلاری، ۶۸ میلیون دلار در گیشه آمریکا فروش داشت و از «کادیلاک رکوردز» ۶۰ میلیون دلار پیشی گرفت.
در پنجاه و دومین دوره جوایز گرمی در سال ۲۰۱۰، بیانسه با ده نامزدی برای آلبوم «I Am... Sasha Fierce» و کارهایش در موسیقی متن فیلم‌ها، با لورین هیل برای بیشترین نامزدی گرمی در یک سال توسط یک هنرمند زن برابر شد. او شش جایزه از جمله بهترین آلبوم معاصر آراندبی و آهنگ سال برای «Single Ladies» را برد و رکورد قبلی خود در سال ۲۰۰۴ برای بیشترین جوایز گرمی در یک شب توسط یک زن را با شش جایزه شکست. در سال ۲۰۱۰، بیانسه در تک‌آهنگ «Telephone» از آلبوم «The Fame Monster» لیدی گاگا به‌عنوان خواننده مهمان حضور داشت که در رتبه سوم هات ۱۰۰ قرار گرفت.

### ۲۰۱۰–۲۰۱۲: آلبوم ۴ و اولین فرزند
در ژانویه ۲۰۱۰، بیانسه اعلام کرد که به توصیه مادرش برای «زندگی کردن و الهام گرفتن دوباره»، از فعالیت‌های موسیقایی خود وقفه‌ای می‌گیرد. این وقفه نه ماه طول کشید و او در این مدت به شهرهای اروپایی، دیوار بزرگ چین، اهرام مصر، استرالیا، فستیوال‌های موسیقی انگلیس و نمایشگاه‌های موزه و اجراهای باله سفر کرد. مقاله‌ای با عنوان «Eat, Play, Love» که بیانسه برای مجله اسنس نوشت و جزئیات این وقفه را شرح داد، جایزه نویسندگی از انجمن روزنامه‌نگاران سیاه‌پوست نیویورک را برایش به ارمغان آورد. در این دوره، او دچار سقط جنین شد که آن را «غم‌انگیزترین تجربه» زندگی‌اش توصیف کرد و برای کنار آمدن با این فقدان به استودیو بازگشت و موسیقی نوشت. در مارس ۲۰۱۱، او و پدرش متیو نولز به همکاری تجاری خود پایان دادند.

بیانسه در حال اجرا در اقامت کنسرتی «۴ شب صمیمی با بیانسه» در اوت ۲۰۱۱

در آوریل ۲۰۱۱، هنگام عکاسی برای جلد آلبوم بعدی‌اش در پاریس با جی‌زی، بیانسه به‌طور غیرمنتظره باردار شد. چهارمین آلبوم استودیویی او، «۴»، در ۲۴ ژوئن ۲۰۱۱ منتشر شد و با فروش ۳۱۰ هزار نسخه در هفته اول، در صدر بیلبورد ۲۰۰ قرار گرفت و چهارمین آلبوم شماره یک پیاپی او در آمریکا شد. این آلبوم که اولین پروژه با آزادی هنری و کنترل خلاقانه کامل پس از جدایی از پدرش بود، یک اثر آراندبی و سول سنتی بود که از موسیقی پاپ معاصر فاصله داشت. تک‌آهنگ‌های آلبوم شامل «Run the World (Girls)", "Best Thing I Never Had", "Party", "Countdown» و «Love on Top» بودند که آخری در رتبه ۲۰ هات ۱۰۰ قرار گرفت و موفق‌ترین تک‌آهنگ آلبوم شد.
در ۲۶ ژوئن ۲۰۱۱، بیانسه به‌عنوان اولین زن در بیش از دو دهه، در صحنه اصلی فستیوال گلاستونبری اجرا کرد و عملکردش تحسین گسترده‌ای دریافت کرد. در اوت ۲۰۱۱، در جوایز موسیقی ویدئویی MTV، او آهنگ «Love on Top» را اجرا کرد و در پایان اجرا بارداری‌اش را فاش نمود. این لحظه باعث شد این مراسم با ۱۲٫۴ میلیون بیننده، پربیننده‌ترین پخش تاریخ MTV در آن زمان شود و رکورد جهانی گینس برای بیشترین توییت در ثانیه (۸۸۶۸ توییت) را ثبت کرد. عبارت «بیانسه باردار» نیز پرجستجوترین عبارت گوگل در هفته ۲۹ اوت ۲۰۱۱ شد.
در اواخر سال ۲۰۱۱، بیانسه چهار اجرای اختصاصی در سالن رزولند نیویورک با عنوان «۴ شب صمیمی با بیانسه» برگزار کرد. آلبوم «۴» در همان ماه گواهی‌نامه پلاتین از انجمن صنعت ضبط آمریکا دریافت کرد. این آلبوم تا ۵ فوریه ۲۰۱۸ به یک میلیارد استریم در اسپاتیفای رسید و بیانسه را به اولین زنی تبدیل کرد که سه آلبومش از یک میلیارد استریم در این پلتفرم عبور کرده‌اند. در ۷ ژانویه ۲۰۱۲، بیانسه در بیمارستان لنوکس هیل نیویورک دختری به نام بلو آیوی به دنیا آورد. در ژوئن ۲۰۱۲، او اولین اجراهای خود پس از زایمان را در سالن آویشِن ریول آتلانتیک سیتی برای افتتاحیه این مجموعه اجرا کرد.

### ۲۰۱۳–۲۰۱۴: آلبوم بیانسه

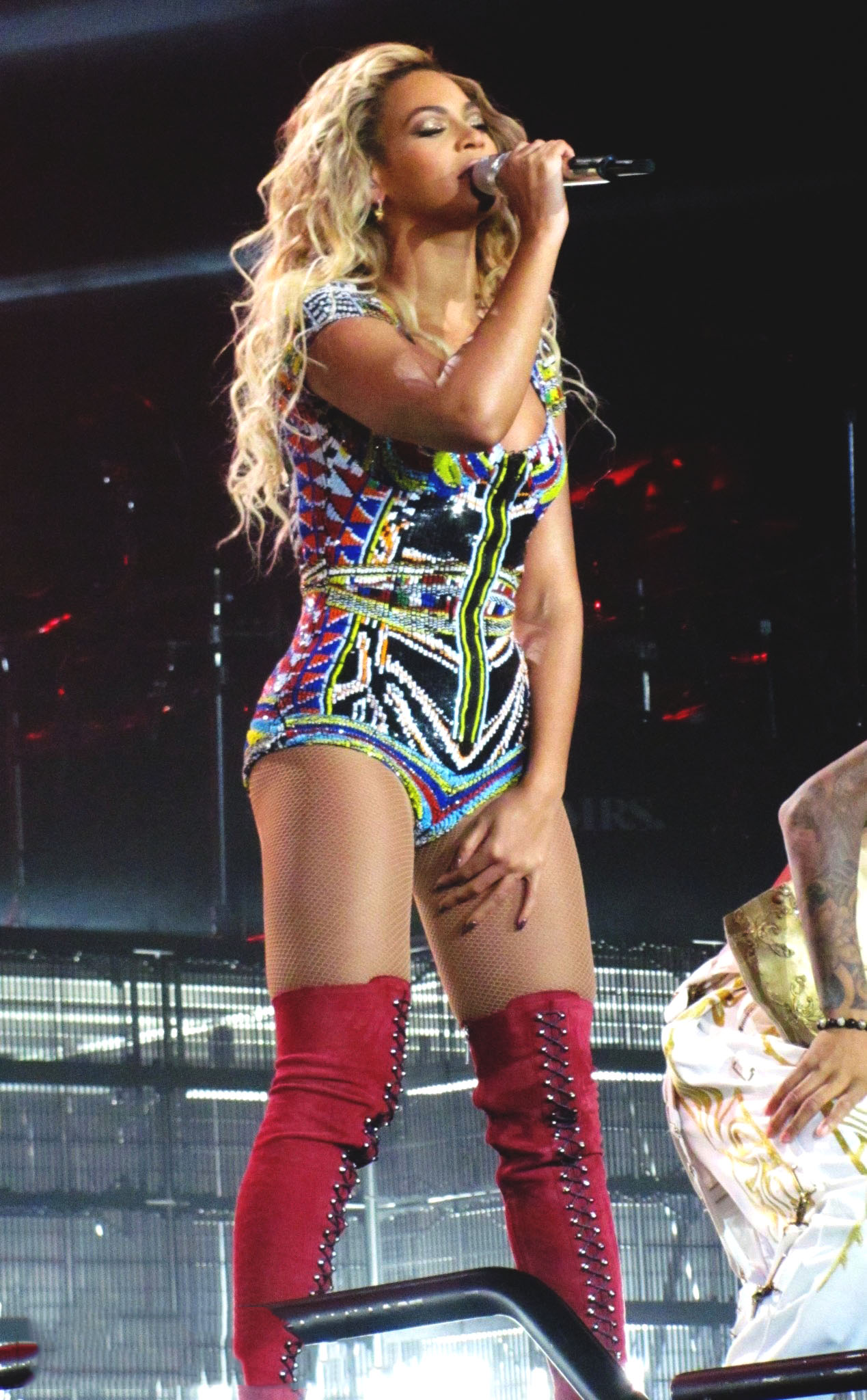
بیانسه در حال اجرا در تور جهانی نمایش خانم کارتر در سال ۲۰۱۴

در ژانویه ۲۰۱۳، بیانسه سرود ملی آمریکا را در مراسم تحلیف دومین دوره ریاست‌جمهوری باراک اوباما اجرا کرد. در فوریه همان سال، او در نمایش نیمه‌فینال سوپربول XLVII در نیواورلئانز به روی صحنه رفت که با ۲۶۸ هزار توییت در دقیقه، دومین لحظه پرتوییت تاریخ در آن زمان شد. در فوریه، مستند بلند «زندگی جز رؤیایی نیست» به کارگردانی مشترک بیانسه در HBO پخش شد که نگاهی عمیق به زندگی شخصی و حرفه‌ای او داشت. تور جهانی «خانم کارتر» در آوریل ۲۰۱۳ از بلگراد صربستان آغاز شد و با ۱۳۲ اجرا تا مارس ۲۰۱۴ ادامه یافت. در مه ۲۰۱۳، او نسخه بازخوانی آهنگ «Back to Black» از ایمی واینهاوس را با آندره ۳۰۰۰ برای موسیقی متن فیلم «گتسبی بزرگ» ضبط کرد و همچنین صداپیشگی ملکه تارا را در فیلم انیمیشن سه‌بعدی «Epic» انجام داد.
در ۱۳ دسامبر ۲۰۱۳، بیانسه بدون اعلام یا تبلیغ قبلی، پنجمین آلبوم استودیویی خود به نام «بیانسه» را در فروشگاه آیتونز منتشر کرد. این آلبوم در صدر بیلبورد ۲۰۰ قرار گرفت و بیانسه را به اولین زنی در تاریخ این جدول تبدیل کرد که پنج آلبوم اول استودیویی‌اش همگی در رتبه اول قرار گرفتند. این آلبوم با تحسین گسترده منتقدان روبرو شد و در شش روز یک میلیون نسخه دیجیتال در جهان فروخت. با ریشه‌های الکترو-آراندبی، این آلبوم موضوعات شخصی‌تری مانند بولیمیا، افسردگی پس از زایمان و پیچیدگی‌های عاطفی ازدواج و مادری را کاوش کرد. بیانسه با این آلبوم، انتشار دیجیتال، آلبوم‌های غافلگیرکننده و فرمت آلبوم بصری را محبوب کرد و جمعه را به‌عنوان روز انتشار جهانی تثبیت نمود. تک‌آهنگ اصلی، «Drunk in Love» با همکاری جی‌زی، در رتبه دوم هات ۱۰۰ قرار گرفت.
آلبوم «بیانسه» با فروش ۲٫۳ میلیون نسخه در جهان، دهمین آلبوم پرفروش سال ۲۰۱۳ و بیستمین آلبوم پرفروش ۲۰۱۴ شد. در پنجاه و هفتمین دوره جوایز گرمی، این آلبوم شش نامزدی دریافت کرد و سه جایزه از جمله بهترین اجرای آراندبی و بهترین آهنگ آراندبی برای «Drunk in Love» را برد. در آوریل ۲۰۱۴، بیانسه و جی‌زی تور مشترک استادیومی «On the Run» را اعلام کردند. در اوت ۲۰۱۴، بیانسه در جوایز موسیقی ویدئویی MTV جایزه پیشگام ویدئویی مایکل جکسون را دریافت کرد و سه جایزه دیگر برای «Pretty Hurts» و «Drunk in Love» برد.

### ۲۰۱۵–۲۰۱۷: لیموناد
در ۶ فوریه ۲۰۱۶، بیانسه تک‌آهنگ «تشکیلات» را منتشر کرد و آن را در نمایش نیمه‌فینال سوپربول ۵۰ اجرا نمود. این اجرا به دلیل اشاره ظاهری به پنجاهمین سالگرد حزب پلنگ سیاه، جنجال‌برانگیز شد، زیرا NFL اظهارات سیاسی را در رویدادهایش ممنوع کرده بود. بلافاصله پس از آن، تور جهانی «تشکیلات» اعلام شد که شامل اجراهایی در آمریکای شمالی و اروپا بود و اولین تور تمام استادیومی توسط یک هنرمند زن شد. این تور با حضور مهمانانی چون جی‌زی، کندریک لامار و سرنا ویلیامز در اکتبر ۲۰۱۶ به پایان رسید و جایزه تور سال را در چهل و چهارمین جوایز موسیقی آمریکا برد.

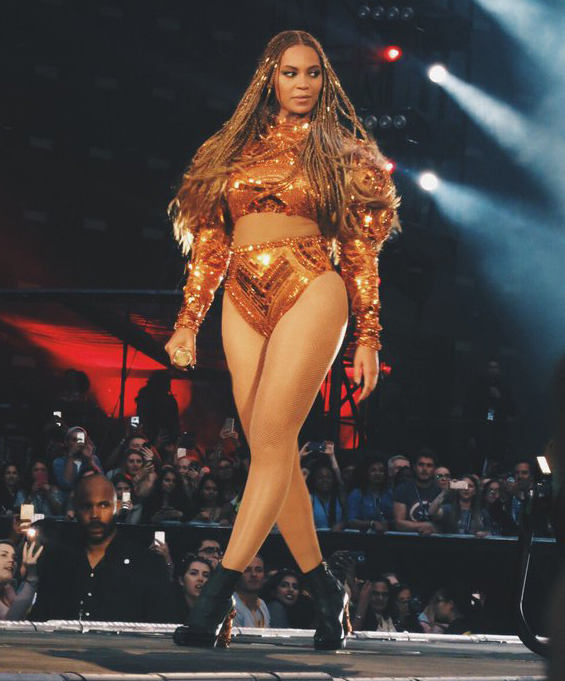
بیانسه هنگام اجرا در جریان تور جهانی تشکیلات در ۲۰۱۶

در ۱۶ آوریل ۲۰۱۶، بیانسه تیزری برای پروژه‌ای به نام لیموناد منتشر کرد. فیلم بصری و موزیکال یک‌ساعته «لیموناد» در ۲۳ آوریل در HBO پخش شد و همزمان آلبوم استودیویی هم‌نام به‌صورت انحصاری در تایدال منتشر گردید. این آلبوم در صدر بیلبورد ۲۰۰ قرار گرفت و بیانسه را به اولین هنرمندی تبدیل کرد که شش آلبوم استودیویی اولش همگی در رتبه اول قرار گرفتند. هر ۱۲ آهنگ آلبوم در هات ۱۰۰ جای گرفتند و بیانسه اولین زنی شد که ۱۲ آهنگ یا بیشتر را همزمان در این جدول داشت. «لیموناد» با ۱۱۵ میلیون استریم در هفته اول، پراستریم‌ترین آلبوم یک هفته‌ای توسط یک هنرمند زن در تایدال شد و سومین آلبوم پرفروش آمریکا در سال ۲۰۱۶ با ۱٫۵۵۴ میلیون نسخه و پرفروش‌ترین آلبوم جهان در آن سال با ۲٫۵ میلیون نسخه بود.
«لیموناد» در فهرست بهترین آلبوم‌های سال ۲۰۱۶ چندین نشریه از جمله رولینگ استون، بیلبورد، ایندیپندنت و انترتینمنت ویکلی قرار گرفت. ویدیوهای این آلبوم در جوایز موسیقی ویدئویی MTV ۲۰۱۶ یازده نامزدی دریافت کرد و هشت جایزه، از جمله ویدئوی سال برای «تشکیلات»، برد که بیانسه را با ۲۴ جایزه، پرافتخارترین هنرمند تاریخ این جوایز کرد، و از رکورد قبلی مدونا با ۲۰ جایزه پیشی گرفت. در ژانویه ۲۰۱۷، اعلام شد که بیانسه در فستیوال کواچلا اجرا خواهد کرد، اما به دلیل نگرانی‌های بارداری در فوریه کنسل شد و برای سال ۲۰۱۸ برنامه‌ریزی شد. در فوریه ۲۰۱۷، او در اینستاگرام اعلام کرد که در انتظار دوقلوها است و پست او با بیش از ۶٫۳ میلیون لایک، رکورد پرلایک‌ترین تصویر این پلتفرم را در آن زمان شکست. در ۱۳ ژوئیه، او عکسی از خود با دوقلوها منتشر کرد و تأیید کرد که آن‌ها، رومی (دختر) و سِر (پسر)، در ۱۳ ژوئن ۲۰۱۷ از طریق سزارین در مرکز پزشکی UCLA به دنیا آمده‌اند. این پست دومین تصویر پرلایک اینستاگرام شد. در همان سال، بیانسه در تک‌آهنگ «Walk on Water» از امینم و ریمیکس «Perfect» از اد شیرن» حضور داشت که آخری ششمین شماره یک انفرادی او در آمریکا شد.

### ۲۰۱۸–۲۰۲۱: همه‌چیز عشق است و شیرشاه

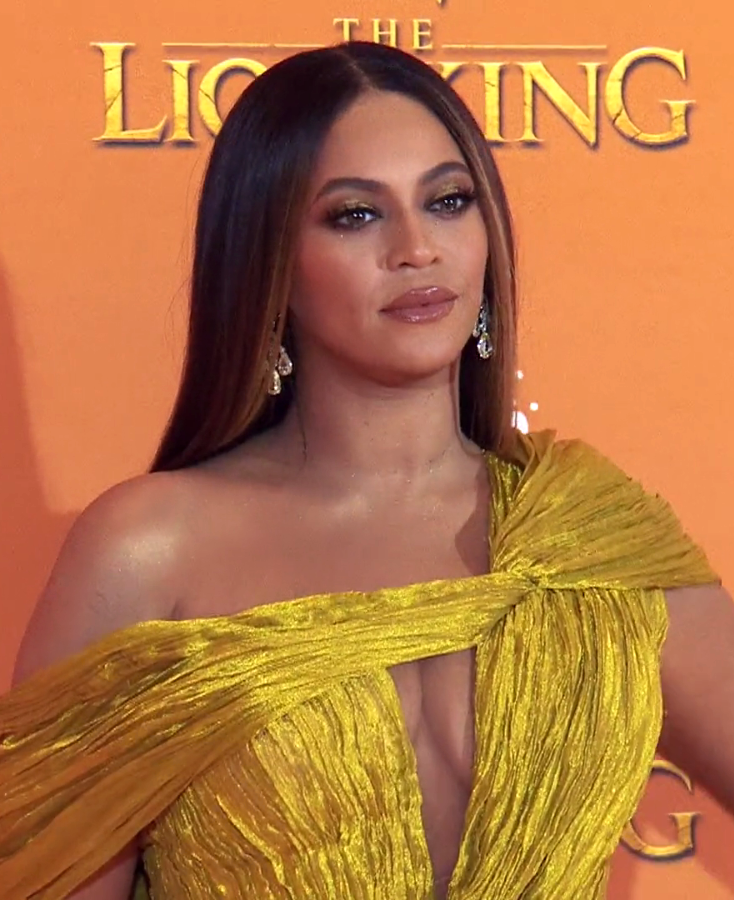
بیانسه در افتتاحیهٔ اروپایی شیرشاه در ۲۰۱۹

در اوایل ۲۰۱۸، بیانسه در تک‌آهنگ‌های «Family Feud» از جی‌زی و «Top Off» از دی‌جی خالد با حضور جی‌زی و فیوچر همکاری کرد. او در اولین آخر هفته فستیوال کواچلا ۲۰۱۸ اجرا کرد که پربیننده‌ترین اجرای زنده یوتیوب شد. این اجرا که ادای احترامی به فرهنگ سیاه‌پوستان، به‌ویژه کالج‌ها و دانشگاه‌های تاریخی سیاه‌پوستان بود، با تحسین گسترده منتقدان روبرو شد و برخی آن را تاریخی توصیف کردند. این اجرا شامل تجدید دیدار کوتاهی با دستینیز چایلد بود.
در ۶ ژوئن ۲۰۱۸، بیانسه و جی‌زی تور «On the Run II» را از کاردیف بریتانیا آغاز کردند. ده روز بعد، در آخرین توقف تور، اولین آلبوم مشترک آن‌ها، همه چیز عشق است، منتشر شد که با ۱۲۳ هزار واحد معادل آلبوم در رتبه دوم آمریکا قرار گرفت. تک‌آهنگ «Apeshit» از این آلبوم در رتبه ۱۳ آمریکا رسید. در ۲ دسامبر ۲۰۱۸، آن‌ها در جشنواره جهانی شهروند: ماندلا ۱۰۰ در ژوهانسبورگ آفریقای جنوبی اجرا کردند. مستند و فیلم کنسرتی هوم‌کامینگ دربارهٔ اجراهای کواچلا ۲۰۱۸ در ۱۷ آوریل ۲۰۱۹ در نتفلیکس منتشر شد و همراه با یک آلبوم زنده غافلگیرکننده بود. گزارش شد که بیانسه برای سه پروژه، از جمله هوم‌کامینگ، قراردادی ۶۰ میلیون دلاری با نتفلیکس امضا کرده است. این فیلم شش نامزدی در جوایز امی خلاقیت هنری ۲۰۱۹ دریافت کرد.
بیانسه در فیلم بازسازی شیرشاه در ژوئیه ۲۰۱۹ صداپیشگی شخصیت نالا را بر عهده داشت و نسخه بازخوانی‌شده «Can You Feel the Love Tonight» را برای موسیقی متن فیلم اجرا کرد. او همچنین آلبوم همراه The Lion King: The Gift را که شامل ژانرهای گقوم و افروبیت بود، تنظیم و تولید کرد. تک‌آهنگ «روح» از این آلبوم و موسیقی متن رسمی فیلم منتشر شد. در سپتامبر، شرکت پخش رسانه‌ای آمریکا مستند غافلگیرکننده Beyoncé Presents: Making The Gift را دربارهٔ ساخت این آلبوم پخش کرد.
در آوریل ۲۰۲۰، همکاری بیانسه در ریمیکس «وحشی» از مگان د استالین به شماره یک هات ۱۰۰ رسید و هفتمین شماره یک انفرادی او شد. در ۳۱ ژوئیه ۲۰۲۰، آلبوم بصری Black Is King، الهام‌گرفته از The Lion King: The Gift، در دیزنی‌پلاس منتشر شد که بیانسه نویسنده، کارگردان و تهیه‌کننده اجرایی آن بود. در شصت و سومین مراسم جایزه گرمی در سال ۲۰۲۱، او با نه نامزدی پیشتاز بود و چهار جایزه برد که او را به پرافتخارترین خواننده، پرافتخارترین زن و دومین فرد پرافتخار تاریخ گرمی تبدیل کرد. در همان سال، او آهنگ «Be Alive» را برای فیلم درام ورزشی بیوگرافی شاه ریچارد نوشت و ضبط کرد که اولین نامزدی اسکار او را در رشتهٔ بهترین ترانه در نود و چهارمین دوره جوایز اسکار به ارمغان آورد.

### ۲۰۲۲–اکنون:رنسانسوکابوی کارتر

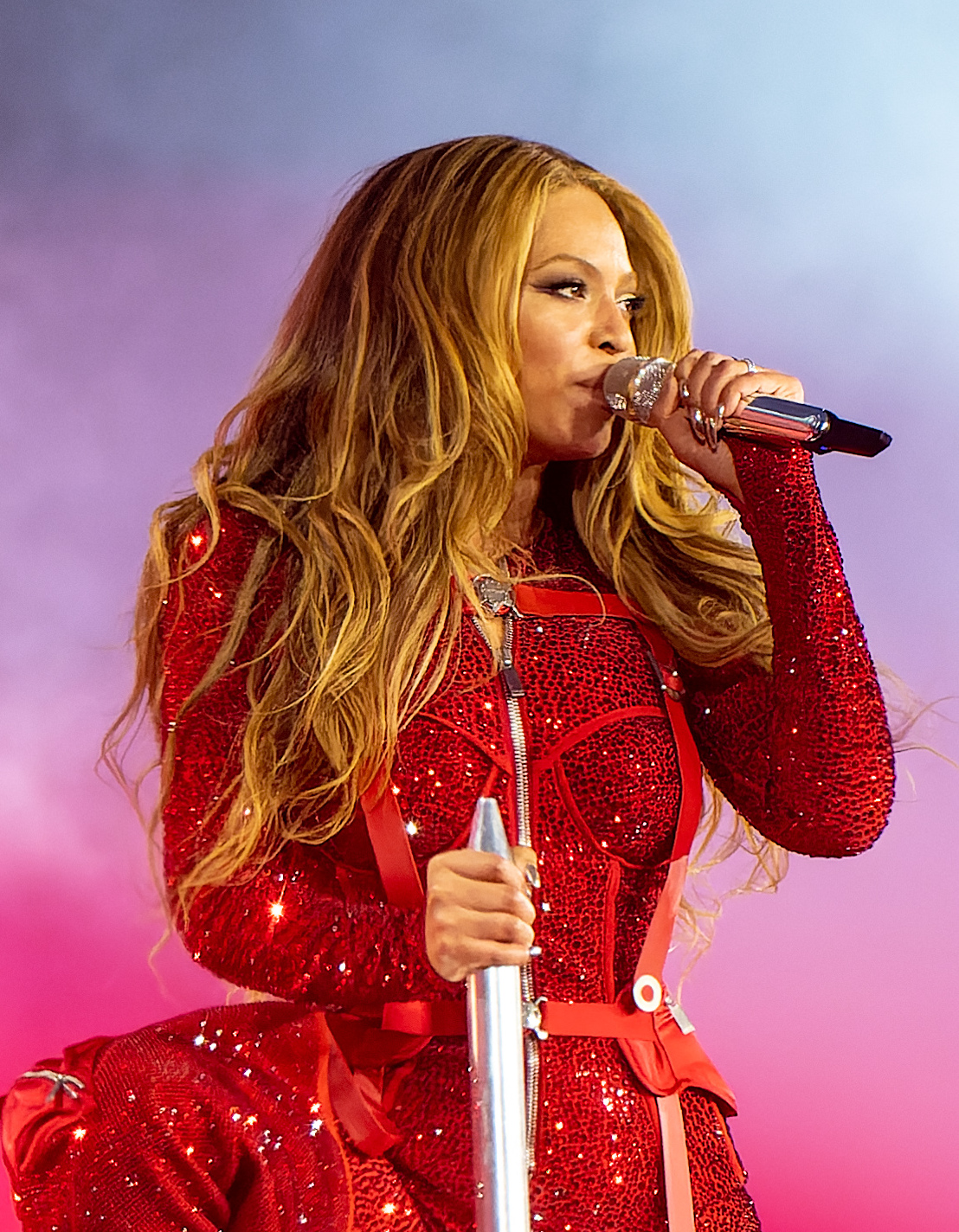
بیانسه هنگام اجرا در تور جهانی رنسانس در ۲۰۲۳

بیانسه در سال ۲۰۲۲ در نود و چهارمین مراسم جوایز اسکار، ترانهٔ «زنده باش» (Be Alive) را در زمین‌های تنیس کامپتون، جایی که ونوس ویلیامز و سرینا ویلیامز در کودکی تمرین می‌کردند، اجرا کرد. در ۱۶ ژوئن همان سال، بیانسه از هفتمین آلبوم استودیویی خود به نام رنسانس رونمایی کرد و چهار روز بعد، تک‌آهنگ اصلی این آلبوم، «روحم را نشکن» (Break My Soul)، منتشر شد. این ترانه در صدر جدول بیلبورد هات ۱۰۰ قرار گرفت و به هشتمین ترانهٔ شماره‌یک و بیستمین ترانهٔ بیانسه در میان ۱۰ جایگاه برتر این جدول تبدیل شد. این موفقیت، او را در کنار پل مک‌کارتنی و مایکل جکسون قرار داد که تنها هنرمندانی هستند که به‌عنوان تک‌خوان دست‌کم بیست ترانه در میان ده ترانهٔ برتر و به‌عنوان عضو گروه نیز ده ترانه در این جایگاه داشته‌اند.
رنسانس در ۲۹ ژوئیه ۲۰۲۲ منتشر شد و مورد تحسین گستردهٔ منتقدان قرار گرفت. این آلبوم با بهره‌گیری از سبک‌های موسیقی رقص سیاه‌پوستان مانند دیسکو و هاوس، ادای احترامی به پیشگامان کوئیر سیاه‌پوست این ژانرها بود و مضامینی چون گریزگرایی، هدونیسم و ابراز خویشتن را کاوش کرد. رنسانس در جدول بیلبورد ۲۰۰ آمریکا در رتبهٔ اول جای گرفت و بیانسه را به اولین هنرمندی تبدیل کرد که هفت آلبوم استودیویی نخستش در ایالات متحده در صدر جدول قرار گرفتند. هر شانزده ترانهٔ این آلبوم در جدول هات ۱۰۰ جای گرفتند و تک‌آهنگ دوم، «ببندش» (Cuff It)، به رتبهٔ ششم رسید. بیانسه همزمان با انتشار آلبوم اعلام کرد که رنسانس اولین بخش از یک سه‌گانه است که در دوران همه‌گیری کووید-۱۹ خلق شده و این دوره را «خلاق‌ترین» دوران زندگی‌اش توصیف کرد. این سه پروژه به‌صورت سه پرده با اعداد رومی نام‌گذاری شده‌اند.
در ۲۱ ژانویه ۲۰۲۳، بیانسه پس از بیش از چهار سال، اولین کنسرت کامل خود را در رویدادی خصوصی در دبی برای جمعی از اینفلوئنسرها و روزنامه‌نگاران اجرا کرد. گزارش‌ها حاکی از دریافت ۲۴ میلیون دلار برای این اجرا بود که به دلیل قوانین امارات متحده عربی در جرم‌انگاری همجنس‌گرایی، انتقادهایی را برانگیخت. در همان سال، او تور جهانی رنسانس را در آمریکای شمالی و اروپا برگزار کرد که در آن زمان به پرفروش‌ترین تور یک هنرمند زن تبدیل شد. در نوامبر ۲۰۲۳، فیلم مستند-کنسرت رنسانس: فیلمی از بیانسه منتشر شد که مراحل خلق این تور را به تصویر کشید. این فیلم توسط بیانسه نوشته، کارگردانی و تهیه شده و با همکاری سینماهای ای‌ام‌سی تولید شد. در شصت و پنجمین مراسم جایزه گرمی در سال ۲۰۲۳، بیانسه با کسب چهار جایزه، تعداد جوایز خود را به ۳۲ رساند و به پرافتخارترین فرد در تاریخ گرمی تبدیل شد. آلبوم رنسانس نیز جایزهٔ بهترین آلبوم رقص/الکترونیک را از آن خود کرد.
در ۱۱ فوریه ۲۰۲۴، بیانسه از دومین بخش سه‌گانهٔ خود رونمایی کرد و دو ترانهٔ «تگزاس هولد ام» (Texas Hold 'Em) و «۱۶ کالسکه» (16 Carriages) را منتشر نمود. ترانهٔ «تگزاس هولد ام» به نهمین ترانهٔ شماره‌یک او در آمریکا تبدیل شد. در ۱۲ مارس، عنوان آلبوم کابوی کارتر اعلام شد و در ۲۹ مارس منتشر گردید. این آلبوم با الهام از سبک‌های آمریکانا، کانتری و فولک، به نقش نادیده‌گرفته‌شدهٔ پیشگامان سیاه‌پوست در تاریخ موسیقی و فرهنگ آمریکا می‌پردازد. کابوی کارتر در جدول بیلبورد ۲۰۰ در رتبهٔ اول قرار گرفت و بیانسه را به اولین هنرمند زنی تبدیل کرد که هشت آلبوم استودیویی نخستش در آمریکا در صدر جدول جای گرفتند. در ژوئیه ۲۰۲۴، شبکهٔ ان‌بی‌سی دو تبلیغ تبلیغاتی با حضور بیانسه برای پوشش المپیک تابستانی ۲۰۲۴ پاریس منتشر کرد. این تبلیغات با ترانه‌های «یا یا» (Ya Ya) و «فقط برای سرگرمی» (Just for Fun) از آلبوم کابوی کارتر همراه بود و در آن‌ها بیانسه تیم المپیک آمریکا و ژیمناست برندهٔ مدال طلا، سیمون بایلز، را معرفی کرد.
بیانسه در سال ۲۰۲۴ بار دیگر در نقش نالا در فیلم موفاسا: شیرشاه، پیش‌درآمدی بر بازسازی سال ۲۰۱۹، ظاهر شد. در دسامبر همان سال، او در اولین نمایش میان‌وقت کریسمس NFL، ترانه‌هایی از کابوی کارتر را برای اولین بار اجرا کرد. در شصت و هفتمین مراسم جوایز گرمی در سال ۲۰۲۵، بیانسه به اولین هنرمند سیاه‌پوست در ۵۰ سال اخیر تبدیل شد که در دسته‌های کانتری برنده شد و همچنین اولین هنرمند سیاه‌پوستی بود که جایزهٔ بهترین آلبوم کانتری را دریافت کرد. او همچنین جایزهٔ آلبوم سال را برد و اولین زن سیاه‌پوست از زمان لارین هیل در سال ۱۹۹۹ بود که این افتخار را کسب کرد. تور کابوی کارتر از ۲۸ آوریل آغاز شد و تا ۲۶ ژوئیه در ایالات متحده و اروپا ادامه یافت.

## تصویر عمومی

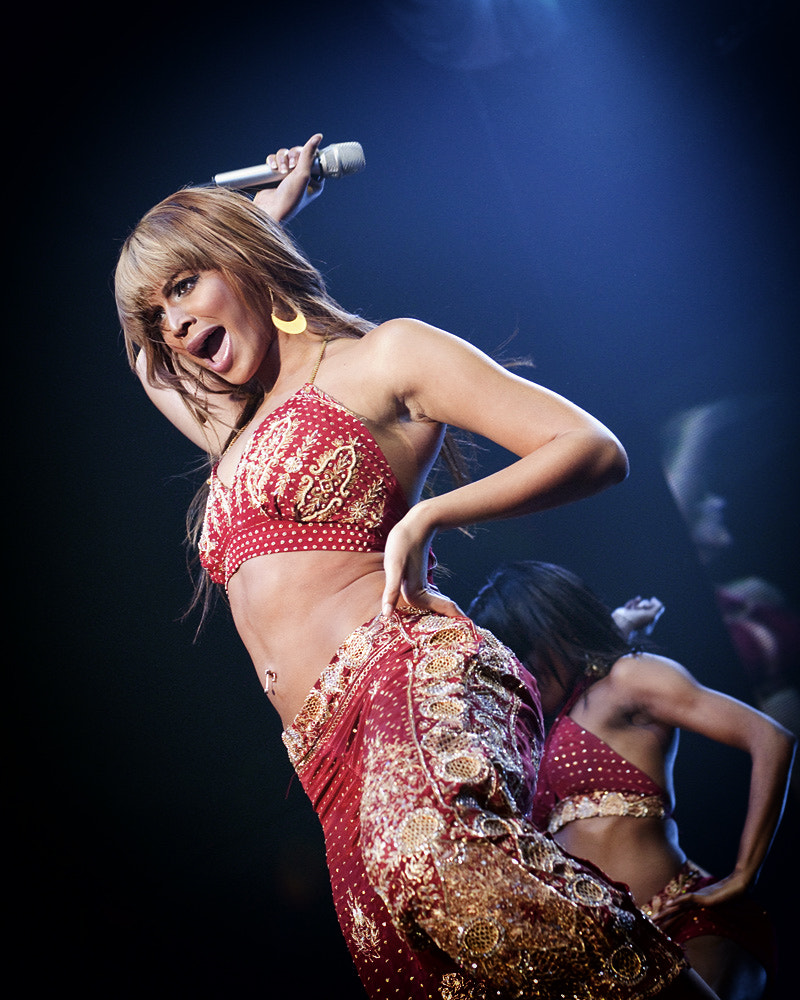
اجرای بیانسه در سال ۲۰۰۳

بیانسه دارای جذبهٔ جنسی توصیف شده است؛ توره، روزنامه‌نگار موسیقی، نوشته که از زمان پخش به طرز خطرناکی عاشق، او به نماد جنسی موفق در سبک‌های متفاوت تبدیل شده است. بیانسه وقتی بیرون از صحنه است، می‌گوید در حالی که دوست دارد لباس تحریک‌آمیز بپوشد، لباس روی صحنه او «مطلقاً برای استیج است». با توجه به انحناهای بدن او و جذابیت این اصطلاح، رسانه‌ها در دهه ۲۰۰۰ برای توصیف بیانسه اغلب اصطلاح "bootylicious" (تکواژ چندوجهی از واژه‌های «باسن» و «لذیذ») را به کار می‌بردند؛ اصطلاحی که به‌وسیلهٔ تک‌آهنگی به همین نام از گروهش دستینیز چایلد رایج شد. در سال ۲۰۰۶، این واژه به فرهنگ انگلیسی آکسفورد افزوده شد.
در سپتامبر ۲۰۱۰، بیانسه برای نخستین بار در شوی مد بهار/تابستان ۲۰۱۱ تام فورد، حضور در سکوی مدلینگ را تجربه کرد. او در سال ۲۰۱۲ به عنوان «زیباترین زن جهان» از سوی پیپل و «جذاب‌ترین خواننده زن تمام دوران» از سوی کمپلکس برگزیده شد. در ژانویه ۲۰۱۳، او بر روی جلد مجلهٔ جی‌کیو حضور یافت و این مجله او را در صدر فهرست «۱۰۰ زن جذاب قرن بیست و یکم» قرار داد. وی‌اچ‌وان او را در فهرست ۱۰۰ هنرمند جذاب خود در رتبه اول قرار داد. چندین مجسمه مومی بیانسه در موزه‌های مومی مادام توسو در شهرهای بزرگ جهان، از جمله نیویورک، برلین، سنگاپور، توکیو، لندن، واشینگتن دی سی، آمستردام، بانکوک، هالیوود سیدنی، استانبول، بلکپول، لاس وگاس، اورلاندو، سانفرانسیسکو، نشویل، بوداپست، وین، شانگهای و دهلی یافت می‌شوند. آخرین مورد این مجسمه‌ها توسط مادام توسو نیویورک در ۲۷ ژوئیه ۲۰۲۳ رونمایی شد و برگرفته از ظاهر بیانسه از اجرای کواچلا در سال ۲۰۱۸ بود. ساخت آن شش ماه زمان نیاز داشت.

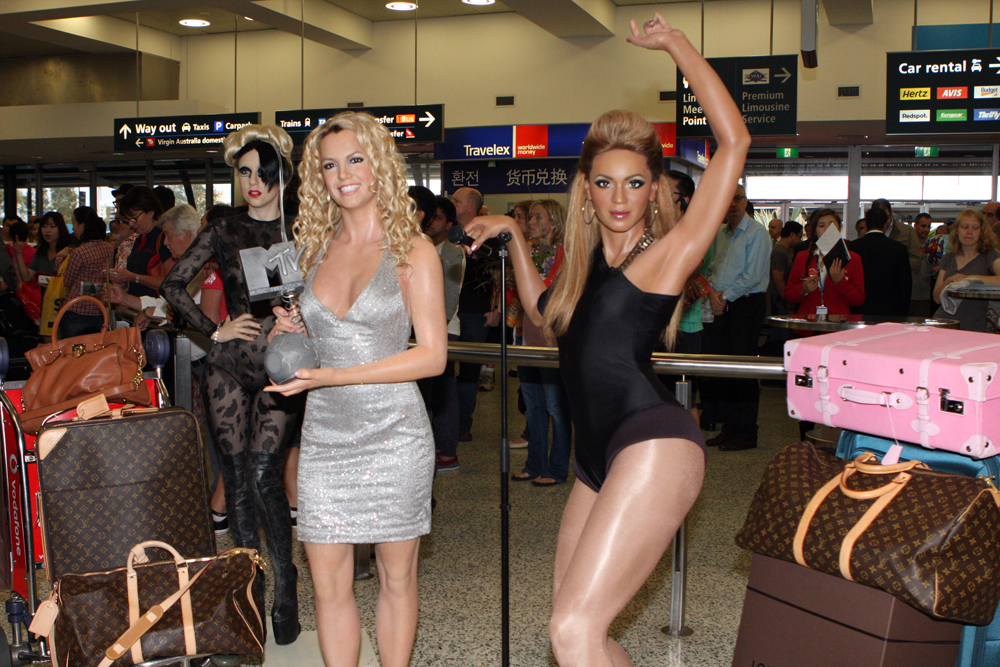
بیانسه و بریتنی اسپیرز

به گفته طراح مد ایتالیایی روبرتو کاوالی، بیانسه هنگام اجرا از سبک‌های مد مختلفی برای کار با موسیقی خود استفاده می‌کند. مادرش در سال ۲۰۰۲ کتابی با عنوان سبک دستینیز نوشت که نشان می‌دهد چگونه مد بر موفقیت این سه نفر در گروه دستینیز چایلد تأثیر گذاشته است. آلبوم ویدیویی سه‌گانهٔ بی‌دِی نمونه‌های زیادی از فیلم‌های مد محور را نشان داد که سبک‌های لباس کلاسیک تا معاصر را به تصویر می‌کشید. در سال ۲۰۰۷، بیانسه روی جلد مجله نسخه لباس شنای اسپورتس ایلاستریتد قرار گرفت و بعد از مدل و شخصیت تلویزیونی تایرا بنکس، دومین زن آفریقایی آمریکایی شد که بر روی جلد حضور داشت. همچنین مجله پیپل بیانسه را خوش‌پوش‌ترین سلبریتی نامید.
بیانسه در طول سال‌ها از سوی نشریات «کویین بی» نامیده شده است. این اصطلاح اشاره‌ای به عبارت رایج «کویین بی» است، اصطلاحی که برای رهبر گروهی از ماده‌ها استفاده می‌شود. این نام مستعار همچنین به زنبور ملکه در کندو اطلاق می‌شود. طرفداران او " بِی‌هایو " نام دارند.

بیانسه در سال ۲۰۱۱

در سال ۲۰۰۶، بنیاد مردمی رعایت اصول اخلاقی در برابر جانوران بیانسه را به خاطر پوشیدن و استفاده از خز در خط تولید لباسش مورد انتقاد قرار داد. امت پرایس، استاد موسیقی دانشگاه نورت‌ایسترن در سال ۲۰۰۷ نوشت فکر می‌کند نژاد در بسیاری از انتقادات به تصویر بیانسه نقش دارد و گفت که افراد مشهور سفیدپوست که لباس‌های مشابهی می‌پوشند، نظرات زیادی را به خود جلب نمی‌کنند. در سال ۲۰۰۸، شرکت فرانسوی مراقبت شخصی لورئال متهم شد که پوست او را در تبلیغات رنگ مو سفید کرده‌اند. در پاسخ به این موضوع، شرکت گفت «این ادعا کاملاً نادرست است»، و در سال ۲۰۱۳، بیانسه خود اچ اند ام را به دلیل پیشنهاد «روتوش» تصاویر تبلیغاتی او مورد انتقاد قرار داد. به گفته وگ، بیانسه درخواست کرد که فقط از «تصاویر طبیعی استفاده شود».
بیانسه از مدافعان جنبش جان سیاه‌پوستان مهم است بوده است. او با انتشار «تشکیلات» در سال ۲۰۱۶ به این موضوع بیشتر واکنش نشان داد. در موزیک ویدئوی آن عکس گرافیتی بر دیواری بود که می‌گوید «به ما شلیک نکنید». یک روز پس از انتشار این ترانه، او آن را در نمایش بین‌نیمهٔ سوپربول با رقصندگان پشتیبان که به نمایندگی از حزب پلنگ سیاه بودند اجرا کرد. این امر انتقاد سیاستمداران محافظه‌کار و افسران پلیس را برانگیخت و برخی از پلیس‌ها تور جهانی جهانی تشکیلات بیانسه را بایکوت کردند. بیانسه با انتشار یک کالای تور به این واکنش واکنش نشان داد که روی آن نوشته شده بود «بیانسه را بایکوت کنید»، و بعداً احساسات خود را تصریح کرد و گفت: «هر کسی که پیام من را ضد پلیس تلقی کند کاملاً در اشتباه است. من برای افسران و خانواده افسرانی که خود را برای حفظ امنیت ما فدا می‌کنند، تحسین و احترام زیادی قائل هستم.» او افزود: «اما اجازه دهید واضح بگوییم: من مخالف وحشی‌گری و بی‌عدالتی پلیس هستم. اینها دو چیز جداگانه هستند.»

## میراث
بیانسه به‌عنوان یکی از تأثیرگذارترین چهره‌های تاریخ موسیقی توسط رسانه‌هایی چون رولینگ استون، آسوشیتد پرس و ان‌پی‌آر شناخته شده است. در سال ۲۰۲۴، بیلبورد او را به‌عنوان بزرگ‌ترین ستارهٔ پاپ قرن بیست‌ویکم معرفی کرد. او نه‌تنها به‌عنوان هنرمند تعیین‌کنندهٔ دهه‌های ۲۰۰۰ و ۲۰۱۰ شناخته شده، بلکه جودی رزن، منتقد نیویورکر، او را «نقطهٔ اوج منطقی بیش از یک قرن موسیقی پاپ» توصیف کرده است. بسیاری از آلبوم‌ها، تک‌آهنگ‌ها، موزیک‌ویدئوها و اجراهای زندهٔ بیانسه از سوی منتقدان به‌عنوان برترین‌های تمام دوران ستایش شده‌اند.
بیانسه صنعت موسیقی را متحول کرده و تولید، توزیع، تبلیغ و مصرف موسیقی را دگرگون ساخته است. او با احیای قالب آلبوم در دورانی که تک‌آهنگ‌ها و استریمینگ غالب بودند، آلبوم‌هایی منسجم و روایت‌محور خلق کرد. ابتکار آلبوم غافل‌گیرانه توسط او، شیوهٔ انتشار و بازاریابی موسیقی را تغییر داد و آلبوم‌های منسجم و استراتژی‌های تبلیغاتی غیرمتعارف را به جریان اصلی تبدیل کرد؛ این روش در دهه‌های ۲۰۱۰ و ۲۰۲۰ به امری رایج بدل شد. همچنین، او موزیک ویدئو را به‌عنوان یک فرم هنری احیا کرد و قالب آلبوم بصری را محبوب ساخت. تأثیر او بر صنعت موسیقی به تغییر روز انتشار جهانی موسیقی به روزهای جمعه منجر شد.
سبک رپ-خوانی استاکاتو و استفاده از صداهای بریده و بازسازی‌شده توسط بیانسه، به ویژگی‌های تعیین‌کنندهٔ موسیقی قرن بیست و یکم تبدیل شدند. آثار او از مرزهای سنتی ژانرها فراتر رفت و استانداردهای هنری جدیدی خلق کرد که موسیقی معاصر را شکل داد و الگویی برای هنرمندان فراهم آورد تا آزادانه میان ژانرها حرکت کنند یا آن‌ها را درنوردند. او زیرژانرهایی چون آراندبی، کانتری، رقص، هاوس و آفروبیتس را احیا کرد. بیانسه با تبدیل تورهای کنسرت به رویدادهای فرهنگی و هنری، صنعت موسیقی را بازتعریف کرد.
بیانسه الگویی برای موفقیت هنرمندان موسیقی در عصر مدرن ایجاد کرده و هنرمندانی از ژانرها، نسل‌ها و کشورهای مختلف او را الهام‌بخش اصلی خود دانسته‌اند. تیلور سوئیفت او را تأثیرگذار بزرگی خوانده که به دیگر هنرمندان نشان داد چگونه در برابر استانداردهای صنعت مقاومت کنند و فرصت‌های جدیدی خلق کنند. لیدی گاگا گفته است که بیانسه او را به موسیقی‌دان شدن ترغیب کرد، در حالی که ریانا پس از تماشای اجراهای بیانسه به دنبال موسیقی رفت. آریانا گرانده اظهار داشت که با تقلید از هنرمندانی چون بیانسه آواز خواندن را آموخت، و ادل او را از دوران پیش‌نوجوانی بخشی از الهامات هنری خود دانست. پل مک‌کارتنی و گارث بروکس نیز اجراهای زندهٔ بیانسه را الهام‌بخش توصیف کرده‌اند؛ بروکس به نوازندگان جدید و قدیمی توصیه کرد برای ارتقای هنر خود، این اجراها را تحلیل کنند.
بیانسه عباراتی را در فرهنگ عامه جا انداخت، از جمله «یک حلقه رویش بگذار» (put a ring on it) به معنای پیشنهاد ازدواج، «این‌گونه از خواب بیدار شدم» (I woke up like this) که موجی از سلفی‌های صبحگاهی را به راه انداخت، و «بای بای، پسر» (boy, bye) که در کمپین انتخاباتی کمیته ملی دموکرات در سال ۲۰۲۰ استفاده شد. در ژانویه ۲۰۱۲، برایان لسارد، دانشمند استرالیایی، گونه‌ای خرمگس در شمال کوئینزلند استرالیا را به دلیل موهای طلایی متمایز روی شکمش، اسکاپتیا بیونسه (Scaptia beyonceae) نام‌گذاری کرد. در مینه‌سوتا، ۲۳ مه به‌عنوان «روز بیانسه» نام‌گذاری شده است تا یادآور اجرای او در تور جهانی فورمیشن در سال ۲۰۱۶ در این ایالت باشد.

## زندگی شخصی

### ازدواج و فرزندان

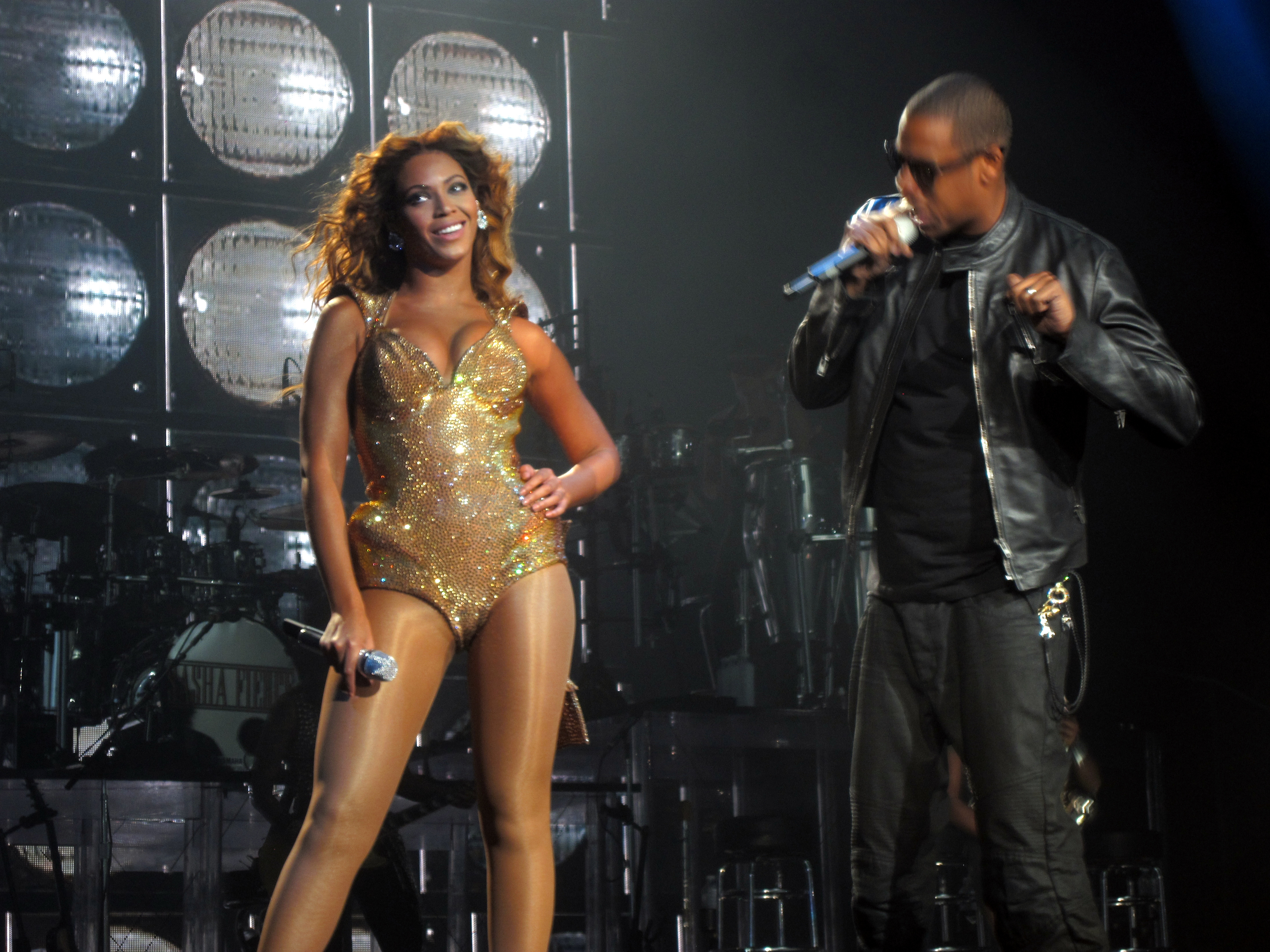
بیانسه در حال اجرا با جی-زی

در سال ۲۰۰۲، بیانسه و جی-زی در ترانه «'۰۳ بانی اند کلاید» همکاری کردند، بیانسه به‌عنوان دوست‌دختر جی-زی در موزیک ویدیوی این ترانه ظاهر شد و گمانه‌زنی‌ها در مورد رابطه آن‌ها را تشدید کرد. بیانسه و جی-زی در ۴ آوریل ۲۰۰۸ بدون عمومیت با یکدیگر ازدواج کردند. تا سال ۲۰۱۴ این زوج در مجموع ۳۰۰ میلیون نسخه از آثارشان را با هم فروخته بودند. آنها به دلیل روابط خصوصی خود شناخته شده‌اند، اگرچه به نظر می‌رسد از سال ۲۰۱۳ آرام‌تر شده‌اند. هر دوی آن‌ها به مشکلات رخ‌داده پس از رابطه جی-زی با کسی دیگر در ازدواجشان، اذعان کرده‌اند.
بیانسه در حدود سال‌های ۲۰۱۰ یا ۲۰۱۱ سقط جنین کرد و آن را «غم انگیزترین چیزی» توصیف کرد که تا به حال تحمل کرده است. او به استودیو بازگشت و برای مقابله با این صدمه موسیقی نوشت. در آوریل ۲۰۱۱، بیانسه و جی-زی برای تصویربرداری جلد آلبوم ۴ به پاریس سفر کردند و او به‌طور غیرمنتظره در پاریس باردار شد. در ماه آگوست، این زوج در جوایز ویدئو موسیقی ام‌تی‌وی ۲۰۱۱ شرکت کردند، که در آن‌جا بیانسه ترانه «عشق در اولویت» را اجرا کرد و با افشای باردار بودن خود به اجرای آن پایان داد. حضور او کمک کرد تا جوایز موسیقی ام‌تی‌وی در آن سال با ۱۲٫۴ میلیون بیننده به پربیننده‌ترین پخش در تاریخ ام‌تی‌وی تبدیل شود؛ اعلامیه بارداری او باعث ثبت بیشترین توییت در ثانیه برای یک رویداد در رکوردهای جهانی گینس شد؛ به‌طوری که ۸٫۸۶۸ توییت در ثانیه دریافت کرد و «بیانسه حامله» بیشترین عبارت جستجو شده گوگل در طول هفته ۲۹ اوت ۲۰۱۱ بود. در ۷ ژانویه ۲۰۱۲، بیانسه دختری به نام بلو آیوی در شهر نیویورک به دنیا آورد.
پس از انتشار لیموناد در سال ۲۰۱۶ که شامل تک‌آهنگ «ببخشید» بود، گمانه‌زنی‌ها در مورد خیانت ادعایی جی-زی با معشوقه‌ای به نام «بکی» مطرح شد. جان پارلس در نیویورک تایمز اشاره کرد که بسیاری از اتهامات «به‌طور خاص و قابل تشخیص» جی-زی را هدف قرار داده است. به‌طور مشابه، راب شفیلد از رولینگ استون خاطرنشان کرد که سطرهای این ترانه یک «اشاره غیرقابل انکار» داشت که نشان می‌داد اشعار حول محور جی-زی می‌چرخد.
در ۱ فوریه ۲۰۱۷، او در حساب اینستاگرام خود فاش کرد که در انتظار دوقلو است. اعلامیه او بیش از ۶٫۳ میلیون لایک در عرض هشت ساعت به دست آورد و رکورد جهانی بیشترین لایک در در آن زمان را شکست. در ۱۳ جولای ۲۰۱۷، بیانسه اولین تصویر از خود و دوقلوها را در حساب اینستاگرام خود آپلود کرد و تاریخ تولد آن‌ها را برای یک ماه قبل، یعنی ۱۳ ژوئن ۲۰۱۷ تأیید کرد، و این پست دومین پست پر لایک اینستاگرام پس از اعلام بارداری خودش شد. این دوقلوها، یک دختر به نام رومی و یک پسر به نام سِر، در مرکز پزشکی رونالد ریگان در کالیفرنیا از طریق سزارین به دنیا آمدند. او در مورد بارداری خود و عواقب آن در شماره سپتامبر ۲۰۱۸ وگ نوشت.

## آلبوم‌شناسی
- به طرز خطرناکی عاشق (۲۰۰۳)
- زادروز (۲۰۰۶)
- من… ساشا فیرس هستم (۲۰۰۸)
- ۴ (۲۰۱۱)
- بیانسه (۲۰۱۳)
- لیموناد (۲۰۱۶)
- رنسانس (۲۰۲۲)
- کابوی کارتر (۲۰۲۴)

## فیلم‌شناسی
| - کارمن: یک هیپ هاپرا (۲۰۰۱) - آستین پاورز: در عضو طلایی (۲۰۰۲) - وسوسه‌های مبارزه (۲۰۰۳) - محو شدن در تاریکی (۲۰۰۴) - پلنگ صورتی (۲۰۰۶) - دختران رؤیایی (۲۰۰۶) - کادیلاک رکوردز (۲۰۰۸) - وسواس (۲۰۰۹) - حماسه (۲۰۱۳) - شیرشاه (۲۰۱۹) - هوم‌کامینگ (۲۰۱۹) - سیاه پادشاه است (۲۰۲۰) - رنسانس: فیلمی از بیانسه (۲۰۲۳) |